# Good Bye Natsuo
Singles de Aya Matsuura
Nee?
(2003) The Last Night
(2003)
Good Bye Natsuo (GOOD BYE 夏男) est le 10e single de Aya Matsuura, sorti le 4 juin 2003 au Japon sous le label Zetima, dans le cadre du Hello! Project.

## Présentation
Le single est écrit et produit par Tsunku. Il atteint la 3e place du classement de l'Oricon. Il se vend à 57 836 exemplaires la première semaine, et reste classé pendant 11 semaines, pour un total de 88 483 exemplaires vendus. Il sort également dans une édition limitée, ainsi qu'au format "Single V" (VHS et DVD contenant le clip vidéo).
La chanson-titre du single figurera sur le troisième album de la chanteuse, X3 de 2004, puis sur sa compilation Aya Matsuura Best 1 de 2005. Son clip vidéo figurera aussi sur la compilation vidéo du Hello! Project Petit Best 4 DVD de fin 2003.

## Liste des titres
Toutes les chansons sont écrites et composées par Tsunku.
| 1. | Good Bye Natsuo (GOOD BYE 夏男)                               | Hideyuki "Daichi" Suzuki | 4:20 |
| 2. | Watashi no Yotei (私の予定)                                   | Shunsuke Suzuki          | 3:36 |
| 3. | Good Bye Natsuo (Instrumental) (GOOD BYE 夏男) (Instrumental) | Hideyuki "Daichi" Suzuki | 4:18 |

| 1. | Good Bye Natsuo (GOOD BYE 夏男)                                     |  |
| 2. | Good Bye Natsuo (Wild Ayaya Ver.) (GOOD BYE 夏男) (WILD Ayaya Ver.) |  |
| 3. | Making Eizo (メイキング映像)                                        |  |
| 4. | Good Bye Natsuo (Instrumental) (GOOD BYE 夏男) (Instrumental)       |  |

## Interprétations à la télévision
- Domoto Kyoudai (2003.05.25)
- Hey! Hey! Hey! Music Champ (2003.05.26)
- Utaban (2003.05.29)
- BS Junior (2003)
- Pop Jam (2003.06.09)
- 24 Hour TV (2003.08.24)
- Best Artist 2003 (2003.12.17)
- Japanese Cable Grand Prix (2003.12.20)
- CDTV (2003.12.31)